# Peter Kofod Poulson
Peter Kofod Poulson (nascido em 27 de fevereiro de 1990) é um político dinamarquês eleito membro do Parlamento Europeu em 2019. Faz parte do grupo parlamentar Identidade e Democracia.

## Vida Pessoal
Ele adoptou o sobrenome Hristov quando se casou com a sua esposa Vasileva em 2018. Em contextos políticos, ele é referido apenas como "Peter Kofod".